# 佐々木栄造
佐々木 栄造（佐々木 榮造、ささき えいぞう、1920年（大正9年）12月16日 - 2019年（令和元年）12月26日）は、昭和から平成時代前期の政治家。青森県五所川原市長。号に遠城。

## 経歴
青森県北津軽郡五所川原町（現五所川原市）出身。五所川原農学校を経て、日本大学法学部、同大学大学院法学研究科修士課程修了。1958年（昭和33年）日本青年団協議会長、1959年（昭和34年）青森県議会議員を経て、1962年（昭和37年）五所川原市長に当選。公職選挙法違反で1966年（昭和41年）に一度は失職しながらも直ぐに復帰、1979年（昭和54年）に病気で市長から退くものの2代後の森田稔夫がリコールによって解職されたことに伴い1989年（平成元年）6月に12年ぶり市長に返り咲き。通算6期務めた。1996年（平成8年）全国市長会副会長。1997年（平成9年）6月の市長選で成田守に敗れて落選。
2019年（令和元年）12月26日、老衰のため青森市内の病院で死去した。

## 著作
- 『赤い地平線 : 満鉄フラルキ農業修練所の実録』青森県文芸協会出版部、2003年。
- 佐々木遠城 著『土に立つ : 大陸開拓と満鉄フラルキ農業修練所の詩 : 詩集』青森県文芸協会出版部、2004年。
- 『布屋物語 : 津軽の総合商社 : 私家版』、2004年。
- 『乃古佐々木商店の記憶 : 私家版』、2007年。